# Équipe de Bulgarie de football au Championnat d'Europe 1996
L'équipe de Bulgarie de football participe à son 1er championnat d'Europe lors de l'édition 1996 qui se tient en Angleterre du 8 juin 1996 au 30 juin 1996. Les Bulgares terminent troisièmes du groupe B et sont éliminés au premier tour.
À titre individuel, l'attaquant Hristo Stoichkov fait partie de l'équipe-type du tournoi (composée de 18 joueurs).

## Phase qualificative
La phase qualificative est composée de huit groupes. Les huit vainqueurs de poule, les six meilleurs deuxièmes et le vainqueur du barrage entre les deux moins bons deuxièmes se qualifient pour l'Euro 1996 et ils accompagnent l'Angleterre, qualifiée d'office en tant que pays organisateur. La Bulgarie termine 2e du groupe 7 et elle fait partie des six meilleurs deuxièmes.
| Rang | Équipe         | Pts | J  | G | N | P | Bp | Bc | Diff |  | Résultats (▼ dom., ► ext.) |     |     |     |     |     |     |
| ---- | -------------- | --- | -- | - | - | - | -- | -- | ---- |  | -------------------------- | --- | --- | --- | --- | --- | --- |
| 1    | Allemagne      | 25  | 10 | 8 | 1 | 1 | 27 | 10 | +17  |  | Allemagne                  |     | 3-1 | 4-1 | 6-1 | 2-1 | 1-1 |
| 2    | Bulgarie       | 22  | 10 | 7 | 1 | 2 | 24 | 10 | +14  |  | Bulgarie                   | 3-2 |     | 2-0 | 4-1 | 3-0 | 3-1 |
| 3    | Géorgie        | 15  | 10 | 5 | 0 | 5 | 14 | 13 | +1   |  | Géorgie                    | 0-2 | 2-1 |     | 0-1 | 2-0 | 5-0 |
| 4    | Moldavie       | 9   | 10 | 3 | 0 | 7 | 11 | 27 | -16  |  | Moldavie                   | 0-3 | 0-3 | 3-2 |     | 2-3 | 3-2 |
| 5    | Albanie        | 8   | 10 | 2 | 2 | 6 | 10 | 16 | -6   |  | Albanie                    | 1-2 | 1-1 | 0-1 | 3-0 |     | 1-1 |
| 6    | Pays de Galles | 8   | 10 | 2 | 2 | 6 | 9  | 19 | -10  |  | Pays de Galles             | 1-2 | 0-3 | 0-1 | 1-0 | 2-0 |     |

## Phase finale

### Premier tour
| Groupe B |          |     |   |   |   |   |    |    |      |
|          | Équipe   | Pts | J | G | N | P | BP | BC | Diff |
| 1        | France   | 7   | 3 | 2 | 1 | 0 | 5  | 2  | +3   |
| 2        | Espagne  | 5   | 3 | 1 | 2 | 0 | 4  | 3  | +1   |
| 3        | Bulgarie | 4   | 3 | 1 | 1 | 1 | 3  | 4  | -1   |
| 4        | Roumanie | 0   | 3 | 0 | 0 | 3 | 1  | 4  | -3   |

| 9 juin  | Espagne  | 1 | 1 | Bulgarie |
| 10 juin | Roumanie | 0 | 1 | France   |
| 13 juin | Bulgarie | 1 | 0 | Roumanie |
| 15 juin | France   | 1 | 1 | Espagne  |
| 18 juin | France   | 3 | 1 | Bulgarie |
| 18 juin | Roumanie | 1 | 2 | Espagne  |

| 9 juin 1996                       | Espagne     | 1 - 1 | Bulgarie             | Elland Road, Leeds                               |                                                  |
| 14:30 · Historique des rencontres | Alfonso 74e |       | Stoichkov 65e (pen.) | Spectateurs : 24 006 Arbitrage : Piero Ceccarini | Spectateurs : 24 006 Arbitrage : Piero Ceccarini |
| 14:30 · Historique des rencontres | (Rapport)   |       |                      | Spectateurs : 24 006 Arbitrage : Piero Ceccarini | Spectateurs : 24 006 Arbitrage : Piero Ceccarini |

| 13 juin 1996                      | Bulgarie     | 1 - 0 | Roumanie | St James' Park, Newcastle                        |                                                  |
| 16:30 · Historique des rencontres | Stoichkov 3e |       |          | Spectateurs : 19 107 Arbitrage : Peter Mikkelsen | Spectateurs : 19 107 Arbitrage : Peter Mikkelsen |
| 16:30 · Historique des rencontres | (Rapport)    |       |          | Spectateurs : 19 107 Arbitrage : Peter Mikkelsen | Spectateurs : 19 107 Arbitrage : Peter Mikkelsen |

| 18 juin 1996                      | France                                 | 3 - 1 | Bulgarie      | St James' Park, Newcastle                                          |                                                                    |
| 16:30 · Historique des rencontres | Blanc 21e · Penev 63e (csc) · Loko 90e |       | Stoichkov 69e | Spectateurs : 26 976 Arbitrage : Dermot Gallagher puis Paul Durkin | Spectateurs : 26 976 Arbitrage : Dermot Gallagher puis Paul Durkin |
| 16:30 · Historique des rencontres | (Rapport)                              |       |               | Spectateurs : 26 976 Arbitrage : Dermot Gallagher puis Paul Durkin | Spectateurs : 26 976 Arbitrage : Dermot Gallagher puis Paul Durkin |

## Effectif
Sélectionneur : Dimitar Penev
| No. | Pos.      | Joueur             | Date de naissance et âge | Sélec. | Club                 |
| --- | --------- | ------------------ | ------------------------ | ------ | -------------------- |
| 1   | Gardien   | Borislav Mikhailov | 12 février 1963          | 88     | Reading              |
| 2   | Défenseur | Radostin Kishishev | 30 juillet 1974          | 6      | Neftochimik Burgas   |
| 3   | Défenseur | Trifon Ivanov      | 27 juillet 1965          | 59     | Rapid Vienne         |
| 4   | Milieu    | Ilian Kiriakov     | 4 août 1967              | 55     | Aberdeen             |
| 5   | Défenseur | Petar Houbtchev    | 26 février 1964          | 31     | Hambourg SV          |
| 6   | Milieu    | Zlatko Yankov      | 7 août 1966              | 51     | KFC Uerdingen 05     |
| 7   | Attaquant | Emil Kostadinov    | 12 août 1967             | 52     | Bayern de Munich     |
| 8   | Attaquant | Hristo Stoichkov   | 8 février 1966           | 60     | AC Parme             |
| 9   | Attaquant | Luboslav Penev     | 31 août 1966             | 48     | Atlético Madrid      |
| 10  | Milieu    | Krassimir Balakov  | 29 mars 1966             | 53     | VfB Stuttgart        |
| 11  | Milieu    | Yordan Letchkov    | 9 juillet 1967           | 35     | Hambourg SV          |
| 12  | Gardien   | Dimitar Popov      | 27 février 1970          | 13     | CSKA Sofia           |
| 13  | Milieu    | Bončo Genčev       | 7 juillet 1964           | 11     | Luton Town           |
| 14  | Attaquant | Nasko Sirakov      | 26 juillet 1962          | 79     | Slavia Sofia         |
| 15  | Milieu    | Ivaylo Yordanov    | 22 avril 1968            | 24     | Sporting de Lisbonne |
| 16  | Milieu    | Daniel Borimirov   | 15 janvier 1970          | 23     | Munich 1860          |
| 17  | Défenseur | Emil Kremenliev    | 13 août 1969             | 26     | Olympiakos           |
| 18  | Défenseur | Tsanko Tsvetanov   | 6 janvier 1970           | 34     | SV Waldhof Mannheim  |
| 19  | Défenseur | Gosho Ginchev      | 11 décembre 1969         | 5      | Denizlispor          |
| 20  | Attaquant | Georgi Donkov      | 2 juin 1970              | 3      | VfL Bochum           |
| 21  | Attaquant | Ivo Georgiev       | 12 mai 1972              | 1      | Spartak Varna        |
| 22  | Gardien   | Zdravko Zdravkov   | 4 octobre 1970           | 3      | Slavia Sofia         |

## Navigation